# Marlierea suaveolens
Marlierea suaveolens är en myrtenväxtart som beskrevs av Jacques Cambessèdes. Marlierea suaveolens ingår i släktet Marlierea och familjen myrtenväxter. Inga underarter finns listade i Catalogue of Life.